# Лукас Ернандез
Лукас Франсоа Бернард Ернандез (фр. Lucas François Bernard Hernández; Марсељ, 14. фебруар 1996) француски је фудбалер шпанског порекла, који тренутно игра за Пари Сен Жермен и репрезентацију Француске.

## Спортска каријера

### Атлетико Мадрид
Рођен је у Марсељу, док је његов отац у то време играо за Олимпик из Марсеља. Када је имао четири године преселио се у Шпанију и затим се придружио млађим категоријама Атлетико Мадрида 2007. године. Дана 9. новембра 2013. године, док је још увек био јуниор, позвао га је тренер Дијего Симеоне за утакмицу Ла Лиге против Виљареала, али није добио прилику да игра.
Дебитовао је у првом тиму Атлетика 3. децембра 2014. године, играо је свих 90 минута у гостујућој победи од 3:0 против Оспиталете у Купу краља. Његов први првенствени наступ био је у победи од 4:1 у гостима против Атлетик Билбаа.
Дана 10. августа 2015. продужио је уговор са клубом до 2019. и дефинитивно је постао стандардни првотимац. Његов први наступ у Лиги шампиона био је 15. марта 2016. године, када је заменио повређеног Дијега Година против ПСВ Ајндховена у осмини финала. У сезони 2017/18, са Атлетиком осваја трофеј Лиге Европе.

### Репрезентација
Ернандез је играо за млађе селекције Француске у периоду од 2012. до 2017. године, има близу 30 наступа.
У марту 2018. позван је у сениорски тим од стране селектора Дидијеа Дешампа за пријатељске утакмице са Колумбијом и Русијом. Дебитовао је против Колумбије, заменио је Лукаса Динеа у последњих 14 минута утакмице.
Био је у саставу Француске за Светско првенство 2018. године у Русији. На такмичењу је дебитовао 16. јуна, играјући читаву утакмицу у групи против Аустралије (2:1). На утакмици осмине финала против Аргентине, био је двоструки асистент, када су голове постигли Бенжамен Павар и Килијан Мбапе.

### Репрезентативна статистика
Статистика до 8. јуна 2025.
| Репрезентација | Година | Наступи | Голови |
| -------------- | ------ | ------- | ------ |
| Француска      | 2018.  | 15      | 0      |
| Француска      | 2019.  | 2       | 0      |
| Француска      | 2020.  | 5       | 0      |
| Француска      | 2021.  | 8       | 0      |
| Француска      | 2022.  | 3       | 0      |
| Француска      | 2023.  | 3       | 0      |
| Француска      | 2024.  | 1       | 0      |
| Француска      | 2025.  | 2       | 0      |
| Укупно         | Укупно | 39      | 0      |

### Клуб
Статистика до 5. јула 2025.
| Клуб            | Сезона    | Лига                | Лига | Лига | Куп  | Куп  | Европа | Европа | Остало | Остало | Укупно | Укупно |
| Клуб            | Сезона    | Ранг                | Ута. | Гол. | Ута. | Гол. | Ута.   | Гол.   | Ута.   | Гол.   | Ута.   | Гол.   |
| --------------- | --------- | ------------------- | ---- | ---- | ---- | ---- | ------ | ------ | ------ | ------ | ------ | ------ |
| Атлетико Мадрид | 2014/15.  | Ла лига             | 1    | 0    | 3    | 0    | 0      | 0      | 0      | 0      | 4      | 0      |
| Атлетико Мадрид | 2015/16.  | Ла лига             | 10   | 0    | 2    | 0    | 4      | 0      | —      | —      | 16     | 0      |
| Атлетико Мадрид | 2016/17.  | Ла лига             | 15   | 0    | 5    | 0    | 4      | 0      | —      | —      | 24     | 0      |
| Атлетико Мадрид | 2017/18.  | Ла лига             | 27   | 0    | 6    | 0    | 11     | 0      | —      | —      | 44     | 0      |
| Атлетико Мадрид | 2018/19.  | Ла лига             | 14   | 1    | 2    | 0    | 5      | 0      | 1      | 0      | 22     | 1      |
| Атлетико Мадрид | Укупно    | Укупно              | 67   | 1    | 18   | 0    | 24     | 0      | 1      | 0      | 110    | 1      |
| Бајерн Минхен   | 2019/20.  | Бундеслига          | 19   | 0    | 3    | 0    | 3      | 0      | 0      | 0      | 25     | 0      |
| Бајерн Минхен   | 2020/21.  | Бундеслига          | 23   | 0    | 1    | 0    | 10     | 1      | 3      | 0      | 37     | 1      |
| Бајерн Минхен   | 2021/22.  | Бундеслига          | 25   | 0    | 1    | 0    | 8      | 0      | 0      | 0      | 34     | 0      |
| Бајерн Минхен   | 2022/23.  | Бундеслига          | 7    | 0    | 1    | 0    | 2      | 1      | 1      | 0      | 11     | 1      |
| Бајерн Минхен   | Укупно    | Укупно              | 74   | 0    | 6    | 0    | 23     | 2      | 4      | 0      | 107    | 2      |
| Пари Сен Жермен | 2023/24.  | Прва лига Француске | 27   | 1    | 2    | 0    | 11     | 1      | 1      | 0      | 41     | 2      |
| Пари Сен Жермен | 2024/25.  | Прва лига Француске | 16   | 0    | 4    | 0    | 5      | 0      | 4      | 0      | 29     | 0      |
| Пари Сен Жермен | Укупно    | Укупно              | 43   | 1    | 6    | 0    | 16     | 1      | 5      | 0      | 70     | 2      |
| Свеукупно       | Свеукупно | Свеукупно           | 184  | 2    | 30   | 0    | 63     | 3      | 10     | 0      | 287    | 5      |

1. 1 2 3 4 5 6 7 8 9  Убрајају се наступи у Лиги шампиона.
2. ↑  Убрајају се три наступа у Лиги шампиона и осам наступа у Лиги Европе.
3. ↑  Убраја се наступ у УЕФА суперкупу.
4. ↑  Убраја се наступ у УЕФА суперкупу, наступ у Суперкупу Немачке и наступ на Светском клупском првенству.
5. ↑  Убраја се наступ у Суперкупу Немачке.
6. ↑  Убраја се наступ у Суперкупу Француске.
7. ↑  Убраја се наступ у Суперкупу Француске и наступи на Светском клупском првенству.

## Трофеји
Атлетико Мадрид
- Лига Европе (1): 2017/18.[18]
- УЕФА суперкуп (1): 2018.

Бајерн Минхен
- Првенство Немачке (4): 2019/20, 2020/21, 2021/22, 2022/23.
- Куп Немачке (1): 2019/20.
- Суперкуп Немачке (2) : 2020, 2022.
- Лига шампиона (1): 2019/20.
- УЕФА суперкуп (1) : 2020.
- Светско клупско првенство (1) : 2020.

Пари Сен Жермен
- Првенство Француске (2) : 2023/24, 2024/25.
- Куп Француске (2) : 2023/24, 2024/25.
- Суперкуп Француске (2) : 2023, 2024.
- Лига шампиона (1) : 2024/25.
- УЕФА суперкуп (1) : 2025.
- Светско клупско првенство : финалиста 2025.

Француска
- Светско првенство (1): 2018. (финалиста 2022).

## Приватни живот
Лукасов отац, Жан-Франсоа, такође је био фудбалер и играо је на позицији штопера. Шпанског је порекла, а млађи брат Тео игра у Милану.
Дана 3. фебруара 2017. ухапшен је под сумњом да је напао своју девојку, која је такође позвана да се појави на суду.